# Canthium pedunculare
Canthium pedunculare är en måreväxtart som beskrevs av Antonio José Cavanilles. Canthium pedunculare ingår i släktet Canthium och familjen måreväxter. Inga underarter finns listade i Catalogue of Life.